# Vincent Hildebrandt
Vincent Hubertus Hildebrandt (Den Haag, 1954) is een Nederlands organist en arts.

## Levensloop

### Jeugd en studie
Hildebrandt werd geboren in Den Haag en bezocht daar het Vrijzinnig-Christelijk Lyceum. Hierna studeerde hij medicijnen aan de Erasmus Universiteit in Rotterdam. Zijn orgelstudie volgde hij bij Ben Fey, Jacques van Oortmerssen en Geert Bierling. Hij behaalde in 1980 zijn Diploma Kerkmuziek bij Adriaan Engels.

### Loopbaan
Hildebrandt werd in 1969 benoemd tot organist van de Abdijkerk in Loosduinen. Hij richtte hier ook de cantorij op en voerde velen concerten uit. Daarnaast was hij jarenlang werkzaam als professioneel arts bij TNO in Leiden, waar hij ook senior onderzoeker en groepsmanager was. Hij is tevens secretaris van de "Arie Molenkamp Stichting". Op zijn site "Les orgues de Paris" verzamelt hij foto's van kerkorgels in Parijs.

## Publicatie
- (2006) Orgel en Organisten van Loosduinen i.s.m. Henk Lemckert

## Onderscheidingen
- (2009) Lid in de Orde van Oranje-Nassau[1]
- (2016) Médaille d'Argent van de Société Académique Arts-Sciences-Lettres[2]
- (2019) Stadspenning Den Haag[3]